# Баграш-Бігринське сільське поселення
Багра́ш-Бігри́нське сільське поселення — муніципальне утворення в складі Малопургинського району Удмуртії, Росія. Адміністративний центр — присілок Баграш-Бігра.
Населення — 1477 осіб (2015; 1445 в 2012, 1468 в 2010).
До складу поселення входять такі населені пункти:
| Населений пункт        | Населення, осіб (2010) | Населення, осіб (2012) |
| ---------------------- | ---------------------- | ---------------------- |
| Баграш-Бігра, присілок | 855                    | 840                    |
| Дома 1079 км, починок  | 20                     | 21                     |
| Дома 1084 км, починок  | 9                      | 9                      |
| Курегово, присілок     | 370                    | 368                    |
| Орлово, присілок       | 139                    | 132                    |
| Чурашур, присілок      | 75                     | 75                     |

В поселенні діють середня (Баграш-Бігра) та початкова (Курегово) школи, 2 садочки (Баграш-Бігра, Курегово), фельдшерсько-акушерський пункт, клуб, бібліотека.
Серед промислових підприємств працює СПК «Перша Травня».